# Adhokracja
Adhokracja (ang. adhocracy) – określenie organizacji charakteryzującej się tymczasowością (łac. ad hoc „do tego”) i zredukowaną do minimum strukturą formalną, na którą składają się zespoły powoływane w celu realizacji konkretnego zadania lub rozwiązania konkretnego problemu.
Komórki organizacyjne grupuje się macierzowo – stosując dwa kryteria (często np. funkcji i rynku). Często niewielu jest pracowników etatowych. Wszystkie podziały są płynne i doraźne. Przykładem adhockracji może być kancelaria prawnicza lub agencja reklamowa.
Przeciwieństwem adhokracji jest biurokracja.